# Domkapellmeister
Ein Domkapellmeister leitet die Chöre und Musikgruppen an einer Domkirche – der an einer Stiftskirche Verantwortliche wird entsprechend als Stiftskapellmeister bezeichnet. Ihm obliegt in Zusammenarbeit mit dem Domorganisten die musikalische Gestaltung der Kapitels- und Pontifikalgottesdienste. Weiterhin ist der Domkapellmeister für Konzerte und andere kirchenmusikalische Veranstaltungen verantwortlich. Der Domkapellmeister wird vom Bischof auf Vorschlag des Domkapitels ernannt.

## Bekannte Domkapellmeister
- Johann Georg Albrechtsberger (1736–1809), von 1793 bis 1809 am Stephansdom in Wien
- Roland Bader (* 1938). von 1974 bis 1991 an der St.-Hedwigs-Kathedrale in Berlin
- Johann Baptist Benz (1807–1880), von 1846 bis 1880 am Dom zu Speyer
- Martin Berger (* 1972), von 2002 bis 2013 am Würzburger Dom
- Thomas Berning (* 1966), seit 2007 am Paderborner Dom
- Paul Blaschke (1885–1969), von 1925 bis 1945 am Breslauer Dom
- František Xaver Brixi (1732–1771), von 1759 bis 1771 am Veitsdom in Prag
- Boris Böhmann (* 1964), von 2003 bis 2025 am Freiburger Münster
- Berthold Botzet (* 1961), seit 2000 am Aachener Dom
- Mathias Breitschaft (* 1950), von 1985 bis 2012 am Mainzer Dom
- Moritz Brosig (1815–1887), von 1853 bis 1884 am Breslauer Dom
- Roland Büchner (* 1954), 1994–2019 am Regensburger Dom
- Fortunatus Cavallo (1738–1801), von 1769 bis 1801 am Regensburger Dom
- Wenzeslaus Cavallo (1780–1861), von 1801 bis 1834 am Regensburger Dom
- Anton Dawidowicz (1910–1993), von 1969 bis 1985 am Salzburger Dom
- Johann Evangelist Deischer (1802–1839), im Jahr 1834 und von 1838 bis 1839 am Regensburger Dom
- Ignazio Donati (1570–1638), von 1631 bis 1638 am Mailänder Dom
- Max Eham (1915–2008), von 1949 bis 1969 in Freising, von 1969 bis 1990 am Münchner Liebfrauendom
- Franz Xaver Engelhart (1861–1924), von 1891 bis 1924 am Regensburger Dom
- Max Filke (1855–1911), von 1891 bis 1911 am Breslauer Dom
- Klaus Fischbach (1935–2017), 1973 bis 2000 am Trierer Dom
- Franz Fleckenstein (1922–1996), von 1961 bis 1971 am Würzburger Dom
- Anton Foerster (1837–1926), von 1868 bis 1909 am St. Nikolausdom in Ljubljana
- Karl Forster (1904–1963), von 1934 bis 1963 an der Sankt-Hedwigs-Kathedrale in Berlin
- Robert Führer (1807–1861), von 1839 bis 1845 am Veitsdom in Prag
- Johann Gänsbacher (1778–1844), von 1823 bis 1844 am Stephansdom in Wien
- Ferdinand Habel (1874–1953), von 1921 bis 1946 am Stephansdom in Wien
- Franz Xaver Haberl (1840–1910), von 1871 bis 1882 am Regensburger Dom
- Michael Haller (1840–1915), 1882 am Regensburger Dom
- Christian Heiß (* 1967), von 2002 bis 2019 am Dom zu Eichstätt, seit 2019 am Regensburger Dom
- Vincent Heitzer (* 1979), seit 2022 am Bamberger Dom
- Michael Hermesdorff, von 1874 bis 1884 am Trierer Dom
- Leopold Hofmann (1738–1793), von 1772 bis 1793 am Stephansdom in Wien
- Siegfried Koesler (1937–2012), von 1971 bis 2002 am Würzburger Dom
- Leo Krämer (* 1944), von 1990 bis 2009 am Dom zu Speyer
- Josef Kronsteiner (1910–1988), von 1943 bis am Alten Dom in Linz
- Markus Landerer (* 1976), seit 2007 am Stephansdom in Wien
- Anton Laube (1718–1784), von 1771 bis 1784 am Veitsdom in Prag
- Carl Leibl (1784–1870), ab 1826 am Kölner Dom
- Matthias Liebich (* 1958), seit 1997 an der Hofkirche Dresden
- Markus Melchiori (* 1975), seit 2009 am Dom zu Speyer
- Wolfram Menschick (1937–2010), von 1969 bis 2002 am Dom zu Eichstätt
- Gerhard Merkl (1961–2016), von 2000 bis 2016 am Dom St. Stephan in Passau
- Joseph Messner (1893–1969), von 1926 bis 1969 am Salzburger Dom
- Paul Joseph Metschnabl (1910–1996), von 1946 bis 1995 am Bamberger Dom
- Eberhard Metternich (* 1959), 1987–2025 am Kölner Dom
- Claudio Monteverdi (1567–1643), seit 1613 am Markusdom in Venedig
- Ignaz Mitterer (1850–1924), von 1882 bis 1885 am Regensburger Dom und anschließend am Brixner Dom
- Joseph Niedhammer (1851–1908), von 1888 bis 1908 am Dom zu Speyer
- Alexander Niehues (* 1983), ab 2024 am Kölner Dom
- Werner Pees (* 1956), von 1995 bis 2021 am Bamberger Dom
- Rudolf Pohl (1924–2021), von 1964 bis 1986 am Aachener Dom
- Andreas Porfetye (1927–2011), von 1963 bis 1977 an der Kathedrale St. Josef in Bukarest
- Gottfried von Preyer (1807–1901), von 1853 bis 1901 am Stephansdom in Wien
- Georg Ratzinger (1924–2020), von 1964 bis 1994 am Regensburger Dom
- Theodor Bernhard Rehmann (1895–1963), von 1924 bis 1963 am Aachener Dom
- Johann Georg Reichwein (1640–1691), 1679 bis 1691 am Regensburger Dom
- Anton Reinthaler (* 1950), von 1986 bis 2003 am Mariä-Empfängnis-Dom in Linz
- Stephan Rommelspacher (* 1959), von 2000 bis 2013 am Trierer Dom
- Carl Rosier (1640–1725), von 1699 bis 1725 am Kölner Dom
- Hans-Josef Roth (1934–2006), von 1986 bis 2000 am Aachener Dom
- Eduard Rottmanner (1809–1843), von 1839 bis 1843 am Dom zu Speyer
- Vincenzo Ruffo (* um 1510–1587), ab 1554 in Verona, ab 1563 in Mailand, danach in Pistoia und Sacile
- Christian Schmid (* 1977), seit 2013 am Würzburger Dom
- Joseph Schrems (1815–1872), von 1839 bis 1871 am Regensburger Dom
- Theobald Schrems (1893–1963), von 1924 bis 1963 am Regensburger Dom
- Steffen Schreyer (* 1968), seit 2021 am Essener Dom
- Paul Schuh (1910–1969), von 1958 bis 1969 am Trierer Dom
- Johannes Joseph Schweitzer (1831–1882), von 1869 bis 1882 am Freiburger Münster
- Hermann Spies (1865–1950) war von 1892 bis 1921 am Salzburger Dom tätig, ab 1909 trug der den Ehrentitel Domkapellmeister
- Karsten Storck (* 1973), seit 2012 am Mainzer Dom
- Luka Sorkočević (1734–1789), von 1750 bis 1762 an der Kathedrale von Dubrovnik
- Orazio Vecchi (1550–1605), zwischen 1581 und 1604 am Dom von Salò, an der Kathedrale von Modena und am Dom in Correggio
- Jan August Vitásek (1770–1839), ab 1814 am Veitsdom in Prag
- Konrad Wagner (1930–2021), seit 1994 an der Katholischen Hofkirche in Dresden
- August Weirich (1858–1921), von 1903 bis 1921 am Stephansdom in Wien
- Raimund Wippermann (* 1956), von 1991 bis 2020 am Essener Dom
- Michael Witt (1940–2012), von 1983 bis 2012 an der Sankt-Hedwigs-Kathedrale in Berlin